# Surfing on Sine Waves
Surfing on Sine Waves es un disco de música electrónica de Polygon Window, seudónimo del músico inglés Richard D. James, más conocido como Aphex Twin. El disco fue publicado el 11 de enero de 1993 en Warp Records y es el segundo de la serie Artificial Intelligence. Warp también publicó "Quoth" como un sencillo en marzo de 1993.

## Lista de canciones

### Edición de 1993
1. "Polygon Window" - 5:24
2. "Audax Powder" 4:36
3. "Quoth" - 5:34
4. "If It Really Is Me" - 7:01
5. "Supremacy II" - 4:04
6. "UT1-dot" - 5:17
7. (untitled) - 6:24
8. "Quixote" - 6:00
9. "Quino-phec" - 4:42

### Reedición de 2001 en EE. UU.
1. "Polygon Window" - 5:24
2. "Audax Powder" - 4:36
3. "Quoth" - 5:34
4. "If It Really Is Me" - 7:01
5. "Supremacy II" - 4:04
6. "UT1 - dot" - 5:17
7. (untitled) - 6:24
8. "Quixote" - 6:00
9. "Portreath Harbour" - 4:44
10. "Redruth School" - 2:43
11. "Quino-phec" - 4:42